# فولجسك
فولجسك (الروسية: Волжск؛ المارية: Юлсер-Ола) هي إحدى مدن روسيا في الكيان الفدرالي الروسي ماري إل.